# Typhlops floweri
Typhlops floweri este o specie de șerpi din genul Typhlops, familia Typhlopidae, descrisă de Boulenger 1899. Conform Catalogue of Life specia Typhlops floweri nu are subspecii cunoscute.